# Канинска крепост
 Тази статия е за крепостта в Албания.  За реката в Западните Родопи, България вижте Канина (река).  
Канинската крепост е средновековна крепост, разположена в близост до град Вльора на адриатическото крайбрежие в Южна Албания.
Намира се при село Канина на 6 км от Вльора, на 380 метра надморска височина.
В началото на ХІ век Канина се споменава като включена в Главенишката епархия на Охридската архиепископия. По-късно става център на самостоятелна епархия.